# Jaunay-Marigny
Pour les articles homonymes, voir Jaunay (homonymie).
Jaunay-Marigny est, depuis le 1er janvier 2017, une commune nouvelle française située dans le département de la Vienne en région Nouvelle-Aquitaine. Elle est née de la fusion des communes de Jaunay-Clan et de Marigny-Brizay.

## Géographie

### Localisation
La commune de Jaunay-Marigny est située à 15 km environ au nord de Poitiers. Les communes limitrophes sont Saint-Georges-les-Baillargeaux, Saint-Martin-la-Pallu, Dissay, Chasseneuil-du-Poitou et Avanton.
Située entre Poitiers et Châtellerault, la commune bénéficie de l'affluence du Parc du Futuroscope. Très bien desservie par la RD910 (ancienne N10) et de l'autoroute A10, elle est facile d'accès.

### Communes limitrophes
| Ouzilly               | Scorbé-Clairvaux      | Colombiers Beaumont Saint-Cyr  |
| Saint-Martin-la-Pallu | Jaunay-Marigny        | Dissay                         |
| Avanton               | Chasseneuil-du-Poitou | Saint-Georges-lès-Baillargeaux |

### Climat
Le climat qui caractérise la commune est qualifié, en 2010, de « climat océanique altéré », selon la typologie des climats de la France qui compte alors huit grands types de climats en métropole. En 2020, la commune ressort du même type de climat dans la classification établie par Météo-France, qui ne compte désormais, en première approche, que cinq grands types de climats en métropole. Il s’agit d’une zone de transition entre le climat océanique, le climat de montagne et le climat semi-continental. Les écarts de température entre hiver et été augmentent avec l'éloignement de la mer. La pluviométrie est plus faible qu'en bord de mer, sauf aux abords des reliefs.
Les paramètres climatiques qui ont permis d’établir la typologie de 2010 comportent six variables pour les températures et huit pour les précipitations, dont les valeurs correspondent à la normale 1971-2000. Les sept principales variables caractérisant la commune sont présentées dans l'encadré ci-après.
| Paramètres climatiques communaux sur la période 1971-2000 - Moyenne annuelle de température : 11,6 °C - Nombre de jours avec une température inférieure à −5 °C : 2,4 j - Nombre de jours avec une température supérieure à 30 °C : 6,7 j - Amplitude thermique annuelle : 14,8 °C - Cumuls annuels de précipitation : 684 mm - Nombre de jours de précipitation en janvier : 10,7 j - Nombre de jours de précipitation en juillet : 6,4 j |

Avec le changement climatique, ces variables ont évolué. Une étude réalisée en 2014 par la Direction générale de l'Énergie et du Climat complétée par des études régionales prévoit en effet que la température moyenne devrait croître et la pluviométrie moyenne baisser, avec toutefois de fortes variations régionales. La station météorologique de Météo-France installée sur la commune et en service de 1991 à 2014 permet de connaître l'évolution des indicateurs météorologiques. Le tableau détaillé pour la période 1981-2010 est présenté ci-après.
| Mois                                  | jan.           | fév.           | mars           | avril         | mai           | juin          | jui.          | août          | sep.          | oct.          | nov.        | déc.           | année      |
| ------------------------------------- | -------------- | -------------- | -------------- | ------------- | ------------- | ------------- | ------------- | ------------- | ------------- | ------------- | ----------- | -------------- | ---------- |
| Température minimale moyenne (°C)     | 2,2            | 2,5            | 4,2            | 6,2           | 9,8           | 12,6          | 14,2          | 14,3          | 11,2          | 9             | 4,9         | 2,4            | 7,8        |
| Température moyenne (°C)              | 5,1            | 6,2            | 8,9            | 11,3          | 15,2          | 18,4          | 20,2          | 20,4          | 16,8          | 13,2          | 8,2         | 5,2            | 12,5       |
| Température maximale moyenne (°C)     | 8              | 9,9            | 13,5           | 16,3          | 20,6          | 24,2          | 26,3          | 26,4          | 22,4          | 17,4          | 11,6        | 8              | 17,1       |
| Record de froid (°C) date du record   | −12,5 07.01.09 | −13,5 12.02.12 | −10,1 01.03.05 | −2,6 07.04.08 | 0,9 07.05.97  | 4,8 01.06.06  | 7,5 12.07.00  | 6 30.08.93    | 2,5 25.09.02  | −3,9 30.10.97 | −8 22.11.93 | −10,7 29.12.96 | −13,5 2012 |
| Record de chaleur (°C) date du record | 16,2 05.01.99  | 22,4 20.02.98  | 25,3 19.03.05  | 29,7 30.04.05 | 32,7 27.05.05 | 37,4 22.06.03 | 36,9 18.07.06 | 40,7 06.08.03 | 33,8 03.09.05 | 29,8 02.10.11 | 22 02.11.11 | 18,5 07.12.00  | 40,7 2003  |
| Précipitations (mm)                   | 47,9           | 38             | 42,8           | 48,6          | 50,4          | 52,8          | 47,7          | 44,5          | 52,7          | 63,1          | 69,3        | 56,2           | 614        |

## Urbanisme

### Typologie
Au 1er janvier 2024, Jaunay-Marigny est catégorisée petite ville, selon la nouvelle grille communale de densité à sept niveaux définie par l'Insee en 2022.
Elle appartient à l'unité urbaine de Poitiers, une agglomération intra-départementale regroupant huit  communes, dont elle est une commune de la banlieue,,. Par ailleurs la commune fait partie de l'aire d'attraction de Poitiers, dont elle est une commune de la couronne,. Cette aire, qui regroupe 97 communes, est catégorisée dans les aires de 200 000 à moins de 700 000 habitants,.

### Risques majeurs
Le territoire de la commune de Jaunay-Marigny est vulnérable à différents aléas naturels : météorologiques (tempête, orage, neige, grand froid, canicule ou sécheresse), inondations, mouvements de terrains et séisme (sismicité modérée). Il est également exposé à un risque technologique, le transport de matières dangereuses. Un site publié par le BRGM permet d'évaluer simplement et rapidement les risques d'un bien localisé soit par son adresse soit par le numéro de sa parcelle.

#### Risques naturels
La commune fait partie du territoire à risques importants d'inondation (TRI) de Châtellerault, regroupant 17 communes concernées par un risque de débordement de la Vienne et du Clain. Les événements antérieurs à 2014 les plus significatifs pour la Vienne sont les crues de février 1698 (1 670 m3/s à Châtellerault), de juillet 1792 (1 520 m3/s), de mars 1913 (1 500 m3/s), de décembre 1944 (1 510 m3/s) et de janvier 1962 (1 500 m3/s). Les crues historiques du Clain sont celles de 1873 (330 m3/s à Poitiers) et de décembre 1982 (330 m3/s). Des cartes des surfaces inondables ont été établies pour trois scénarios : fréquent (crue de temps de retour de 10 ans à 30 ans), moyen (temps de retour de 100 ans à 300 ans) et extrême (temps de retour de l'ordre de 1 000 ans, qui met en défaut tout système de protection),. La commune a été reconnue en état de catastrophe naturelle au titre des dommages causés par les inondations et coulées de boue survenues en 1982, 1983, 1992, 1993, 1995, 1999, 2001, 2010, 2013 et 2016,. Le risque inondation est pris en compte dans l'aménagement du territoire de la commune par le biais du plan de prévention des risques (PPR) inondation (PPRI) de la « vallée du Clain », approuvé le 1er septembre 2015, puis par le nouveau PPRI « Vallée du Clain », prescrit le 5 novembre 2021.

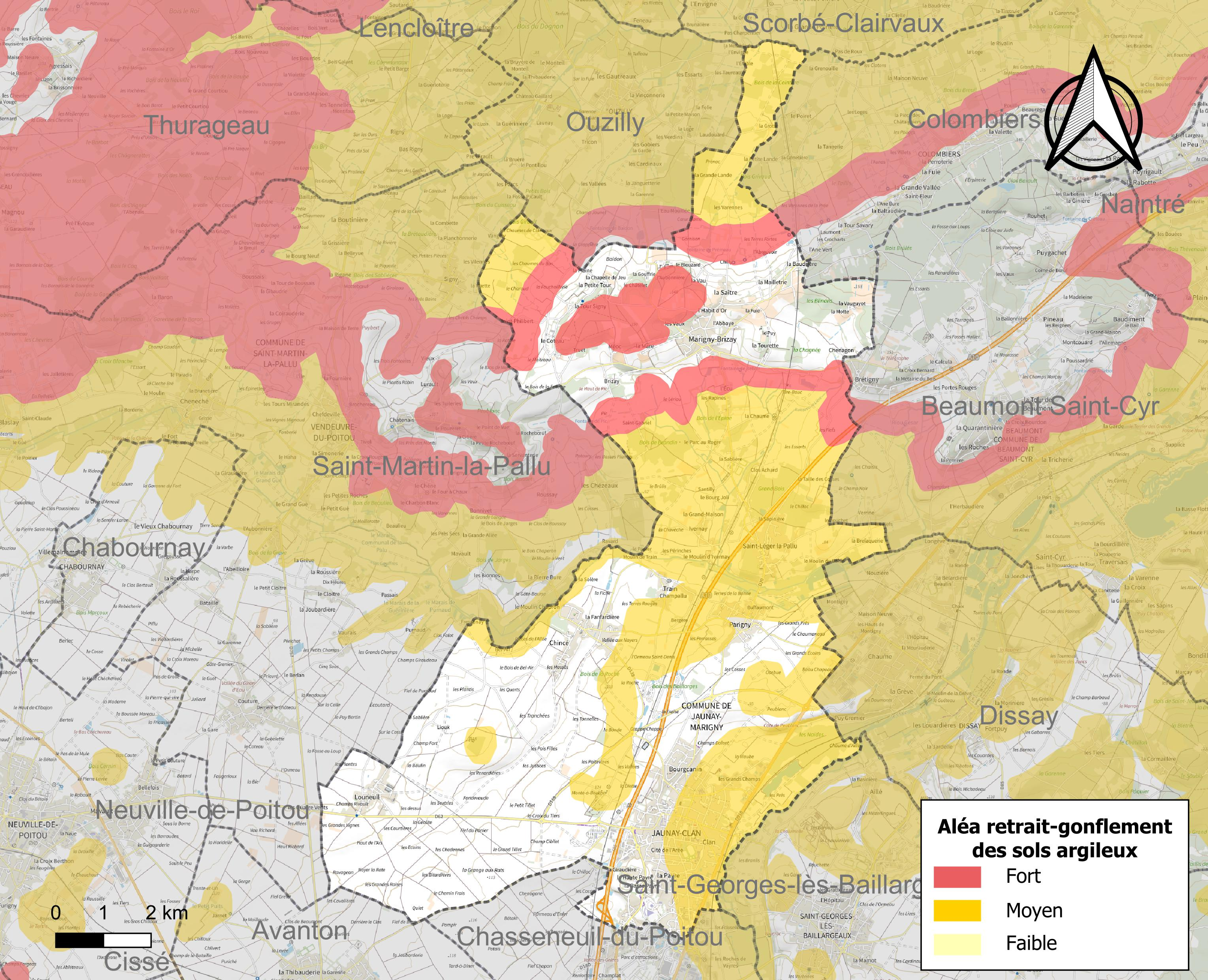
Carte des zones d'aléa retrait-gonflement des sols argileux de Jaunay-Marigny.

Les mouvements de terrains susceptibles de se produire sur la commune sont des affaissements et effondrements liés aux cavités souterraines (hors mines) et des tassements différentiels. Afin de mieux appréhender le risque d’affaissement de terrain, un inventaire national permet de localiser les éventuelles cavités souterraines sur la commune. Le retrait-gonflement des sols argileux est susceptible d'engendrer des dommages importants aux bâtiments en cas d’alternance de périodes de sécheresse et de pluie. 50,9 % de la superficie communale est en aléa moyen ou fort (79,5 % au niveau départemental et 48,5 % au niveau national). Depuis le 1er octobre 2020, en application de la loi ÉLAN, différentes contraintes s'imposent aux vendeurs, maîtres d'ouvrages ou constructeurs de biens situés dans une zone classée en aléa moyen ou fort,.
La commune a été reconnue en état de catastrophe naturelle au titre des dommages causés par la sécheresse en 1989, 1991, 2003, 2005, 2011 et 2017 et par des mouvements de terrain en 1999 et 2010.

## Histoire
La commune est née du regroupement des communes de Jaunay-Clan et de Marigny-Brizay, qui deviennent des communes déléguées, le 1er janvier 2017 Son chef-lieu se situe à Jaunay-Clan.

## Politique et administration
| Nom                 | Code Insee | Intercommunalité        | Superficie (km2) | Population (dernière pop. légale) | Densité (hab./km2) |
| ------------------- | ---------- | ----------------------- | ---------------- | --------------------------------- | ------------------ |
| Jaunay-Clan (siège) | 86115      | CC du Val Vert du Clain | 27,48            | 6 025 (2014)                      | 219                |
| Marigny-Brizay      | 86146      | CC du Val Vert du Clain | 20,81            | 1 326 (2014)                      | 64                 |

### Liste des maires
| Période         | Période  | Identité      | Étiquette | Qualité |
| --------------- | -------- | ------------- | --------- | --- |
| 9 janvier 2017, | En cours | Jérôme Neveux | UDI-FED   | Responsable presse et relations extérieures du Futuroscope Vice-président du Grand Poitiers (2017 → ) Maire de Jaunay-Clan (2014 → 2016) Conseiller départemental depuis 2021 |

## Population et société

### Démographie
L'évolution du nombre d'habitants est connue à travers les recensements de la population effectués dans la commune depuis sa création.

En 2022, la commune comptait 7 597 habitants, en évolution de +1,65 % par rapport à 2016 (Vienne : +0,6 %, France hors Mayotte : +2,11 %).
| 2015  | 2016  | 2017  | 2018  | 2022  |
| ----- | ----- | ----- | ----- | ----- |
| 7 397 | 7 474 | 7 530 | 7 587 | 7 597 |

Avec 7530 habitants en 2017, il s'agit de la quatrième commune la plus peuplée du département de la Vienne.

### Sports
Le club du Grand Poitiers Handball évolue en Nationale 2 chez les garçons et chez les filles.
Le club de tennis TC Val Vert compte plus de 350 adhérents. Ses équipes féminine et masculine évoluent en championnat national : https://sites.google.com/site/tcvalvert
Le club du Valvert-TT (Tennis de Table) évolue en Régionale 1.
Le club de football accueille plus de 200 enfants dans son école de foot et près de 400 licenciés dans le club en font un club phare du département de la Vienne. École féminine de football et école de football labellisés par la FFF : http://www.usjc.fr

## Économie
La commune concentre une partie du vignoble de l'AOC « Haut-Poitou ».
Depuis 1964, la ville (initialement Jaunay-Clan) accueille au mois de mars la plus grande foire aux vins de l'ex-région Poitou-Charentes, devenue depuis la « Foire Vins et Miels ».

## Culture locale et patrimoine
- Château de Montfaucon a Marigny-Brizay. Inscrit comme monument historique depuis 2001 pour le souterrain, la maison forte, le site archéologique, la tourelle, la tour, les latrines, l'escalier, les communs, la cheminée et l'enceinte. https://chateauxfaure-et-faureteresses.com/montfaucon.html

- Église Saint-Denis de Jaunay-Clan. L'édifice a été classé au titre des monuments historiques en 1910[32].